# Caio Cláudio Crasso Inregilense Sabino
Caio Cláudio Crasso Inregilense Sabino (em latim: Caius Claudius Crassus Inregillensis Sabinus) foi um político da gente Cláudia nos primeiros anos da República Romana eleito cônsul em 460 a.C. com Públio Valério Publícola.

## Consulado
Caio Cláudio foi eleito cônsul em 460 a.C. com Públio Valério Publícola, e, quando ele morreu durante a Revolta de Ápio Erdônio, com Cincinato como cônsul sufecto.
Durante seu mandato, continuou a controvérsia entre patrícios e plebeus, com os tribunos da plebe, especialmente Aulo Vergínio, acusando parte do Senado de ter tramado um complô para assassinar os tribunos. Em nome deles, respondeu Públio Valério afirmando que era uma acusação falsa.
Naquele ano, parecia que équos e volscos estavam prontos para recomeçarem as hostilidades "anuais" e "rituais" quando, uma noite, uma confusão irrompeu no Capitólio e a fortaleza foi ocupada. Cerca de 2 500 exilados e escravos, comandados por Ápio Erdônio, tomaram os templos da Tríade Capitolina no Capitolino. Os que não se juntaram à revolta foram massacrados e os que conseguiram fugir, correram para o fórum causando pânico geral na população. 
Nos eventos seguintes da chamada Revolta de Ápio Erdônio, foi Públio Valério que assumiu o comando da situação e terminou morrendo heroicamente. O papel de Caio Cláudio não é citado. 
Depois da morte heroica de seu colega, Cincinato foi eleito como cônsul sufecto.